# Irene Goß
Irene Goß (* 25. Mai 1928 in Teplitz-Schönau, Tschechoslowakei; † 21. April 2015 in Winningen) war eine deutsche Sängerin und Politikerin (SPD).

## Leben
Goß besuchte die Volksschule und die Realschule. Danach absolvierte sie ein Gesangsstudium mit Abschluss für das Fach Koloratursopran und eine kaufmännische Lehre. Von 1947 bis 1956 arbeitete sie als Sängerin, von 1957 bis 1978 als Sekretärin und Hausfrau.

## Politik
1963 wurde sie Mitglied der SPD und war SPD-Ortsvereinsvorsitzende Winningen. Sie war Kreisvorsitzende und stellvertretende Unterbezirksvorsitzende bzw. Unterbezirksvorsitzende der Arbeitsgemeinschaft Sozialdemokratischer Frauen. Ab 1974 war sie Mitglied des Gemeinderats Winningen und dort Fraktionsvorsitzende, ab 1979 war sie Mitglied des Kreistags Mayen-Koblenz.
1979 wurde sie in den neunten Landtag Rheinland-Pfalz gewählt, dem sie zwei Wahlperioden lang bis 1987 angehörte. Im Landtag war sie Mitglied im Ausschuss für Landwirtschaft, Weinbau und Forsten und dem Kulturpolitischen Ausschuss.
Daneben war sie Vorsitzende der Künstlergruppe 72 und Vorstandsmitglied der Volksbühne Koblenz.
1987 wurde sie mit dem Bundesverdienstkreuz am Bande ausgezeichnet.